# Сёдертелье
Сёдертелье (швед. Södertälje) — город в Швеции, фактически пригород Стокгольма.
Расположен на канале, соединяющем озеро Меларен с Балтийским морем.

## Экономика
В городе действуют предприятия автомобильной (Scania AB) и фармацевтической (AstraZeneca) промышленности.
Порт Сёдертелье второй по величине в лене Стокгольм. В городе располагается штаб-квартира шведского отделения Volkswagen Group.

## Спорт
В Сёдертелье базируются известные шведские спортивные клубы. Хоккейный клуб «Сёдертелье СК» выступает в высшем дивизионе национального чемпионата. Домашние матчи проводит на стадионе AXA Sports Center (также известном под названием Scaniarinken). В 1989 году в Сёдертелье проходили матчи чемпионата мира по хоккею с шайбой.
Футбольные клубы «Ассириска Фёренинген» и «Сюрианска», основанные в 1974 и 1977 годах, проводят свои матчи на футбольном стадионе Södertälje Fotbollsarena. Баскетбольный клуб Södertälje BBK — один из сильнейших в стране, чемпион Швеции сезона 2004—2005 годов. Среди уроженцев Сёдертелье знаменитый теннисист Бьорн Борг.

## Музеи
Здесь находится Биологический музей, старейший музей города, открытый в 1913 году. История города и окрестностей показана в музее под открытым небом Торекельбергет.